# Busra - Zafar Saghir
Busra - Zafar Saghir (tiếng Ả Rập: بصرى زفر الصغير) là một ngôi làng Syria nằm ở Abu al-Duhur Nahiyah ở huyện Idlib, Idlib. Theo Cục Thống kê Trung ương Syria (CBS), Busra - Zafar Saghir có dân số 386 trong cuộc điều tra dân số năm 2004.